# Babbuccia

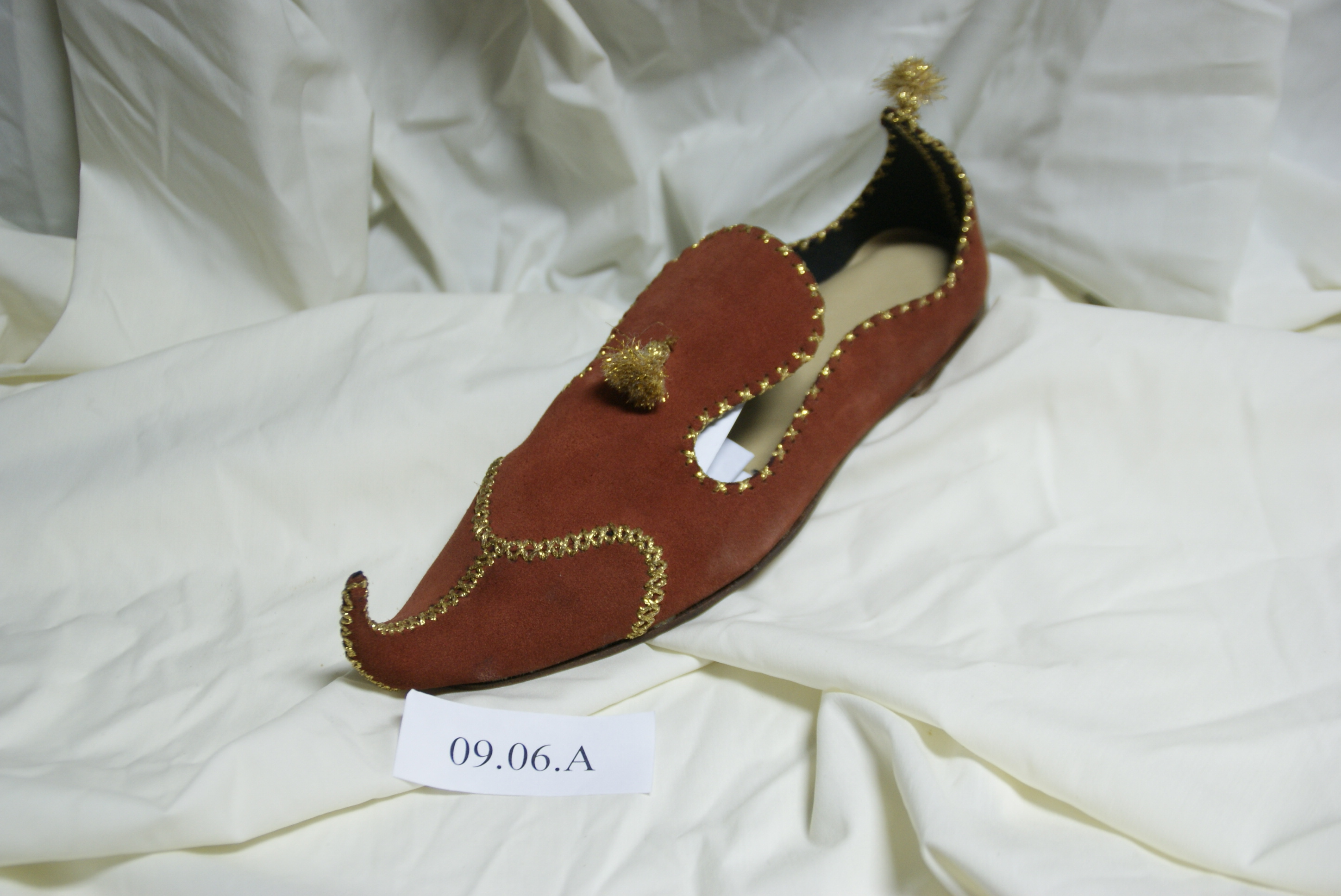
Babbuccia orientale

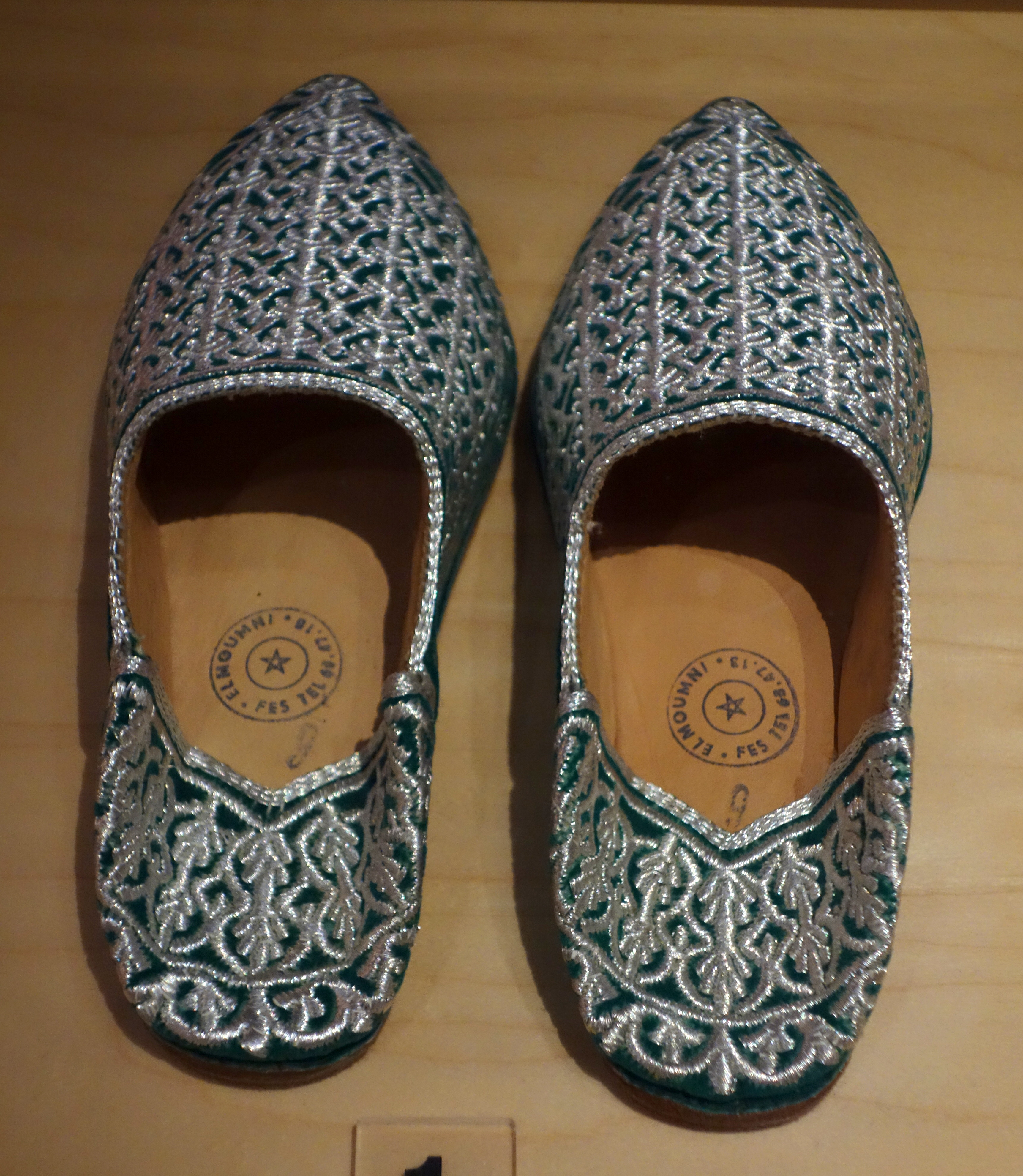
Babbucce marocchine

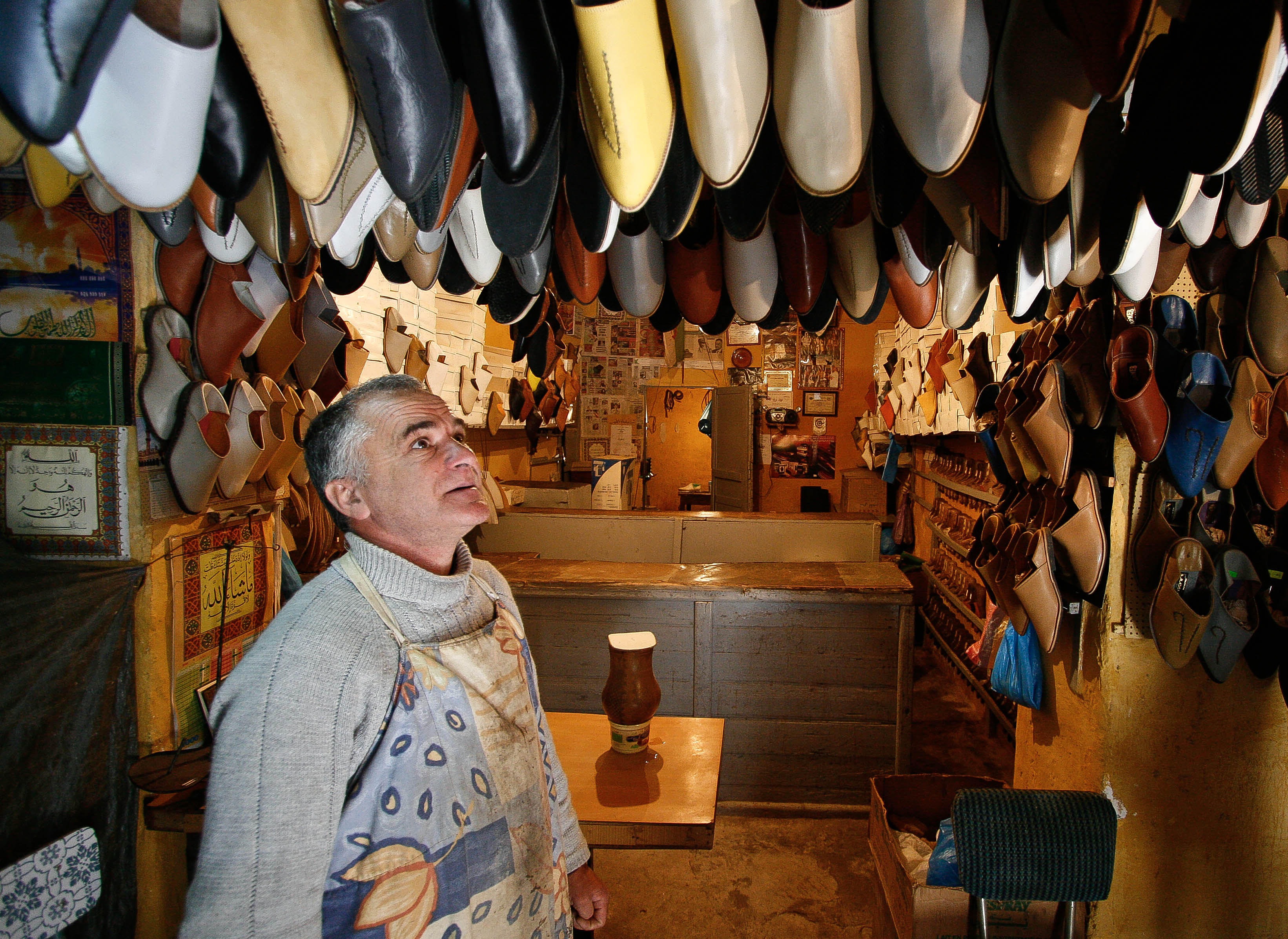
Fabbricante di babbucce in Algeria.

La babbuccia è un tipo di calzatura di origine orientale, tradizionale in Turchia, può avere la punta o il calcagno alto. In Italia è una scarpa bassa, senza tacco, di pelle morbida o di stoffa, simile ad una pantofola che si usa in casa. Può essere una scarpetta realizzata a maglia con laccio per chiusura, utilizzata per i bambini che non camminano ancora o, un tempo per tenere caldi i piedi quando si andava a dormire (quando i letti erano freddi e le abitazioni senza riscaldamento).

## Etimologia
Babbuccia deriva dall'arabo bābūsh o babug; dal persiano pāpūsh composto da pa (piede) e push (copertura) e quindi «copripiedi»; forse attraverso il termine francese babouche.